# Ardisia hornitoana
Ardisia hornitoana är en viveväxtart som beskrevs av C.L. Lundell. Ardisia hornitoana ingår i släktet Ardisia och familjen viveväxter. Inga underarter finns listade i Catalogue of Life.